# 酢川
酢川（すかわ）は、山形県山形市東南部蔵王温泉から、須川に合流する河川である。

## 地理
山形県山形市蔵王温泉に源を発し西に流れる。上山市金瓶で須川に合流する。

## 流域の自治体
山形県
山形市、上山市

## 水質
蔵王温泉の硫酸性の温泉水により強酸性を示す。

## 流域の観光地
- 蔵王温泉 - 強酸性の泉質で知られる温泉。硫化水素の臭いが温泉一帯に漂う。
- 蔵王カントリークラブ - コース内を流れている